# Ixora
Genre
Ixora est un genre d'arbres et d'arbustes de la famille des Rubiaceae, Ce genre compte près de 500 espèces, principalement originaires d'Asie tropicale.

## Biologie
Ixora est un genre de plantes à fleurs de la famille des Rubiacées. Il est composé d'arbres et d'arbustes à feuilles persistantes tropicales et détient environ 500 espèces. Bien que originaire des régions tropicales et subtropicales du monde entier, son centre de diversité est en Asie tropicale. les Ixora poussent aussi souvent dans des climats subtropicaux aux États-Unis, comme la Floride. Ils sont communément connus sous le nom Jasmine antillaise. Parmi d'autres noms communs : Rangan, kheme, Ponna, Chann tanea, techi, pan, santan, Jarum-Jarum, Jungle flame, Jungle geranium. Les plantes possèdent des feuilles coriaces, allant de 3 à 10 cm de longueur, et produisent de grandes grappes de petites fleurs en été. Les Ixora préfèrent un sol acide et sont des choix appropriés pour le bonsaï. Ils sont également appréciés comme couvre-sol dans certaines parties de l'Asie du Sud-Est, comme en Thaïlande. Dans les climats tropicaux, ils fleurissent toute l'année.
Les fleurs rouges sont couramment utilisées dans le culte hindou, ainsi que dans la médecine traditionnelle indienne.

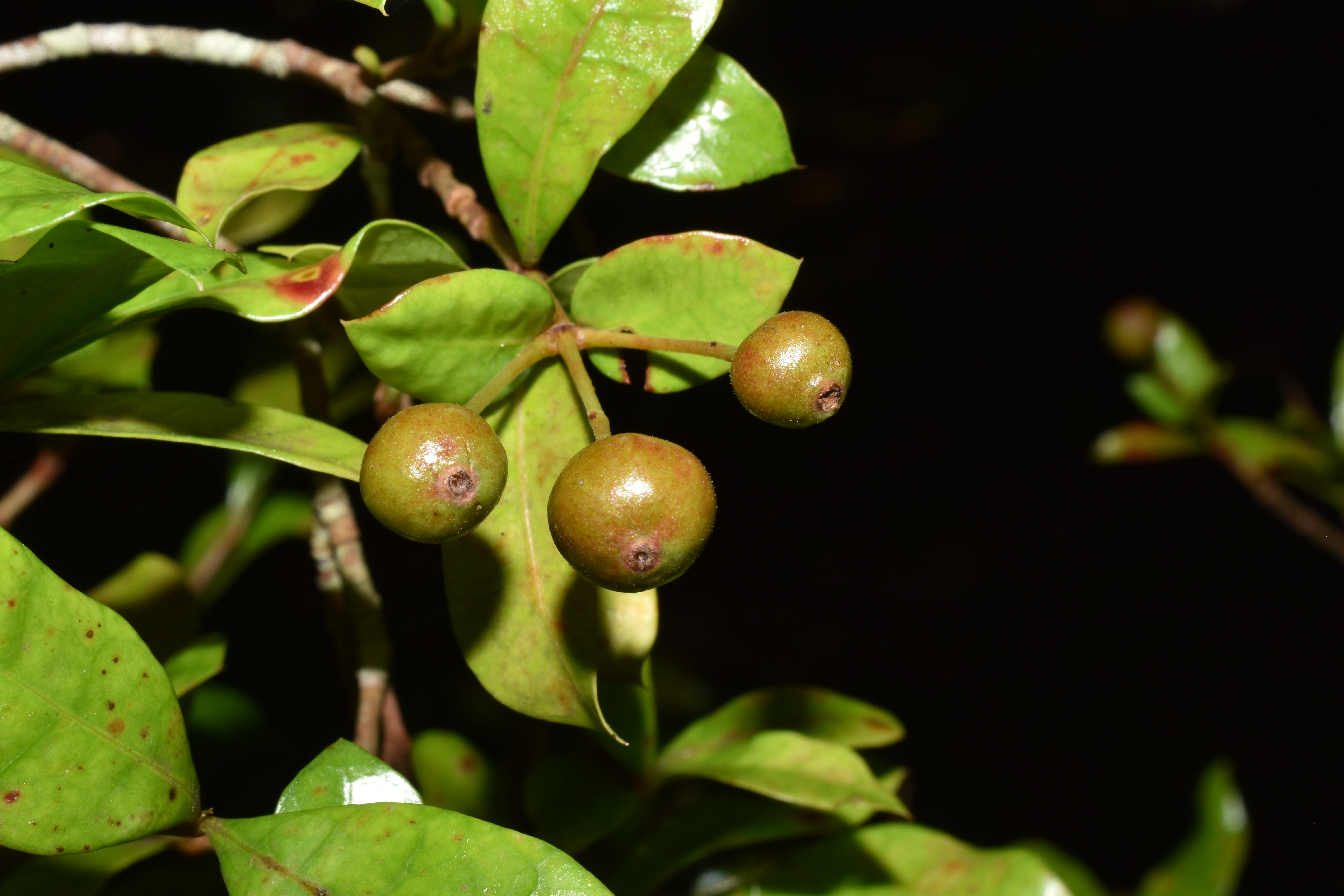
Photo d'un fruit d'Ixora borboniae, prise dans le Conservatoire Botanique National de Mascarin (CBN-CPIE Mascarin), situé à Saint-Leu, La Réunion.

## Étymologie
Le nom Ixora a été choisi par Linné en 1737 dans l’Hortus Indicus Malabaricus de Rheede tot Drakenstein, vol. 2, 1679, p. 18. Ixora correspond probablement à l'épithète de nombreuses divinités hindoues, appelées aujourd'hui Ishvara (du sanskrit : ईश्वर - īśvara), à qui ces fleurs sont offertes.

## Liste d'espèces
La Nouvelle-Calédonie compte 16 espèces d'Ixora dont 15 endémiques.
Selon Catalogue of Life (25 septembre 2017) :
- Ixora accedens Valeton
- Ixora aciculiflora Bremek.
- Ixora acuminatissima Müll.Arg.
- Ixora acuticauda Bremek.
- Ixora aegialodes Bremek.
- Ixora agasthyamalayana Sivad. & N.Mohanan
- Ixora aggregata Hutch.
- Ixora agostiniana Steyerm.
- Ixora akkeringae (Teijsm. & Binn.) Valeton ex Bremek.
- Ixora alba L.
- Ixora albersii K.Schum.
- Ixora aluminicola Steyerm.
- Ixora amapaensis Steyerm.
- Ixora amherstiensis Bremek.
- Ixora amplexicaulis Gillespie
- Ixora amplexifolia K.Schum. & Lauterb.
- Ixora amplifolia A.Gray
- Ixora andamanensis Bremek.
- Ixora aneimenodesma K.Schum.
- Ixora aneityensis Guillaumin
- Ixora angustilimba Merr.
- Ixora aoupinieensis Hoang & Mouly
- Ixora araguaiensis Delprete
- Ixora archboldii Bremek.
- Ixora arestantha A.C.Sm.
- Ixora asme Guillaumin
- Ixora athroantha Bremek.
- Ixora auricularis Chun & How ex W.Ko
- Ixora auriculata Elmer
- Ixora aurorea Ridl.
- Ixora backeri Bremek.
- Ixora bahiensis Benth.
- Ixora baileyana Bridson & L.G.Adams
- Ixora balakrishnii Deb & Rout
- Ixora balansae Pit.
- Ixora baldwinii Keay
- Ixora balinensis Bremek.
- Ixora bancana Bremek.
- Ixora banjoana K.Krause
- Ixora barbata Roxb. ex Sm.
- Ixora barberae Bremek.
- Ixora bartlingii Elmer
- Ixora batesii Wernham
- Ixora batuensis Bremek.
- Ixora bauchiensis Hutch. & Dalziel
- Ixora beckleri Benth.
- Ixora beddomei T.Husain & S.R.Paul
- Ixora bemangidiensis Guédès
- Ixora betongensis Craib
- Ixora bibracteata Elmer
- Ixora biflora Fosberg
- Ixora birmahica Bremek.
- Ixora blumei Zoll. & Moritzi
- Ixora borboniae Mouly & B.Bremer
- Ixora borneensis (Miq.) Boerl.
- Ixora bougainvilliae Bremek.
- Ixora brachiata Roxb.
- Ixora brachyantha Merr.
- Ixora brachyanthera Bremek.
- Ixora brachycotyla Bremek.
- Ixora brachypoda DC.
- Ixora brachypogon Bremek.
- Ixora brachyura Bremek.
- Ixora bracteata Cheeseman
- Ixora bracteolaris Müll.Arg.
- Ixora bracteolata Craib
- Ixora brandisiana Kurz
- Ixora brassii S.Moore
- Ixora brevicaudata Bremek.
- Ixora brevifolia Benth.
- Ixora breviloba Bremek.
- Ixora brevipedunculata Fosberg
- Ixora brunnescens Kurz
- Ixora brunonis Wall. ex G.Don
- Ixora bullata Turrill
- Ixora burundiensis Bridson
- Ixora butterwickii Hole
- Ixora buxina Baill.
- Ixora calcicola A.C.Sm.
- Ixora calliantha Bremek.
- Ixora callithyrsa Bremek.
- Ixora calycina Thwaites
- Ixora cambodiana Pit.
- Ixora capillaris Bremek.
- Ixora capitulifera Merr.
- Ixora capituliflora Bremek.
- Ixora carewii Horne ex Baker
- Ixora casei Hance
- Ixora caudata Bremek.
- Ixora cauliflora Montrouz.
- Ixora celebica Ridl. ex Bremek.
- Ixora cephalophora Merr.
- Ixora ceramensis Bremek.
- Ixora chartacea Elmer
- Ixora chinensis Lam.
- Ixora cibdela Craib
- Ixora cincta Bremek.
- Ixora clandestina De Block
- Ixora clarae Mouly & Pisivin
- Ixora clementium Bremek.
- Ixora clerodendron Ridl.
- Ixora coccinea L.
- Ixora coffeoides Valeton
- Ixora collina (Montrouz.) Beauvis.
- Ixora comptonii S.Moore
- Ixora concinna R.Br. ex Hook.f.
- Ixora conferta Valeton
- Ixora confertiflora Merr.
- Ixora confertior Bremek.
- Ixora congesta Roxb.
- Ixora congestiflora Delprete
- Ixora coralloraphis Bremek.
- Ixora cordata Merr. & L.M.Perry
- Ixora cordifolia Valeton
- Ixora coriifolia Bremek.
- Ixora coronata A.C.Sm.
- Ixora cowanii Bremek.
- Ixora crassifolia Merr.
- Ixora crassipes Boivin ex De Block
- Ixora cremixora Drake
- Ixora cumingiana Vidal
- Ixora cuneata W.Hunter
- Ixora cuneifolia Roxb.
- Ixora curtisii Ridl.
- Ixora cuspidata Ridl.
- Ixora daemonia Bremek.
- Ixora davisii Sandwith
- Ixora deciduiflora Bremek.
- Ixora decus-silvae Bremek.
- Ixora delicatula Keay
- Ixora deliensis Bremek.
- Ixora delpyana Pierre ex Pit.
- Ixora densiflora Müll.Arg.
- Ixora densithyrsa De Block
- Ixora diversifolia R.Br. ex Kurz
- Ixora djambica Bremek.
- Ixora dolichophylla K.Schum.
- Ixora dolichothyrsa Bremek.
- Ixora dongnaiensis Pierre ex Pit.
- Ixora doreensis (Scheff.) Valeton
- Ixora dorgelonis Bremek.
- Ixora duckei Standl.
- Ixora dzumacensis Guillaumin
- Ixora ebracteolata Merr.
- Ixora effusa Chun & F.C.How
- Ixora elegans Gillespie
- Ixora elisae Mouly & Pisivin
- Ixora elongata B.Heyne ex G.Don
- Ixora eludens Bremek.
- Ixora emirnensis Baker
- Ixora endertii Bremek.
- Ixora engganensis Bremek.
- Ixora ensifolia Merr. & L.M.Perry
- Ixora eriantha A.Gray
- Ixora erythrocarpa K.Schum. & Lauterb.
- Ixora eugenioides Pierre ex Pit.
- Ixora euosmia K.Schum.
- Ixora fallax Bremek.
- Ixora farinosa Bremek.
- Ixora faroensis Standl.
- Ixora fastigiata (R.D.Good) Bremek.
- Ixora ferrea (Jacq.) Benth.
- Ixora filiflora Bremek.
- Ixora filipendula Bremek.
- Ixora filipes Valeton
- Ixora filmeri Elmer
- Ixora finlaysoniana Wall. ex G.Don
- Ixora flagrans Bremek.
- Ixora flavescens Pierre ex Pit.
- Ixora floribunda (A.Rich.) Griseb.
- Ixora florida S.Moore
- Ixora foliicalyx Guédès
- Ixora foliosa Hiern
- Ixora forbesii Bremek.
- Ixora fragrans (Hook. & Arn.) A.Gray
- Ixora francavillana Müll.Arg.
- Ixora francii Schltr. & K.Krause
- Ixora fucosa Bremek.
- Ixora fugiens Bremek.
- Ixora fulgida Ridl.
- Ixora fulviflora Bremek.
- Ixora funckii Wernham
- Ixora fusca Geddes
- Ixora fuscescens Valeton ex Merr.
- Ixora gamblei V.S.Ramach. & V.J.Nair
- Ixora gardneriana Benth.
- Ixora gibbsiae Bremek.
- Ixora gigantea Rech.
- Ixora gigantifolia Elmer
- Ixora glaucina (Teijsm. & Binn.) Kurz
- Ixora glomeruliflora Bremek.
- Ixora goalparensis Bremek.
- Ixora graciliflora Benth.
- Ixora grandifolia Zoll. & Moritzi
- Ixora granulata Bremek.
- Ixora greenwoodiana A.C.Sm.
- Ixora guillotii Hochr.
- Ixora guineensis Benth.
- Ixora guluensis Valeton ex Merr.
- Ixora gyropogon Bremek.
- Ixora hainanensis Merr.
- Ixora hajupensis Valeton
- Ixora hallieri Bremek.
- Ixora hartiana De Block
- Ixora harveyi (A.Gray) A.C.Sm.
- Ixora havilandii Ridl.
- Ixora hekouensis Tao Chen
- Ixora helwigii Bremek.
- Ixora henryi H.Lév.
- Ixora heterodoxa Müll.Arg.
- Ixora hiernii Scott-Elliot
- Ixora himantophylla Bremek.
- Ixora hippoperifera Bremek.
- Ixora homolleae ined.
- Ixora hookeri (Oudem.) Bremek.
- Ixora hymenophylla Bremek.
- Ixora ilocana Merr.
- Ixora imitans Bremek.
- Ixora inaequifolia C.B.Rob.
- Ixora inexpecta Bremek.
- Ixora inodora Rech.
- Ixora insignis Chun & How ex W.Ko
- Ixora insularum Bremek.
- Ixora intensa K.Krause
- Ixora intermedia Elmer
- Ixora intropilosa Steyerm.
- Ixora inundata Hiern
- Ixora irosinensis Elmer
- Ixora irwinii Delprete
- Ixora iteaphylla Bremek.
- Ixora iteoidea Bremek.
- Ixora ixoroides (Guillaumin) Mouly & B.Bremer
- Ixora jacobsonii Bremek.
- Ixora jaherii Bremek.
- Ixora javanica (Blume) DC.
- Ixora johnsonii Hook.f.
- Ixora jourdanii Mouly & J.Florence
- Ixora jucunda Thwaites
- Ixora junghuhnii Bremek.
- Ixora kachinensis Deb & Rout
- Ixora kaniensis Valeton
- Ixora karimatica Bremek.
- Ixora katchalensis T.Husain & S.R.Paul
- Ixora kavalliana K.Schum.
- Ixora keenanii Deb & Rout
- Ixora keithii Ridl.
- Ixora kerrii Craib
- Ixora kerstingii K.Schum. & Lauterb.
- Ixora keyensis Warb.
- Ixora killipii Standl.
- Ixora kinabaluensis Stapf
- Ixora kingdon-wardii Bremek.
- Ixora kingstoni Hook.f.
- Ixora kjellbergii Bremek.
- Ixora knappiae C.M.Taylor
- Ixora koordersii (Ridl.) Bremek.
- Ixora korthalsiana Kurz
- Ixora krewanhensis Pierre ex Pit.
- Ixora kuakuensis S.Moore
- Ixora kurziana (Teijsm. & Binn.) Kurz
- Ixora labuanensis Bremek.
- Ixora lacei Bremek.
- Ixora lacuum Bremek.
- Ixora lakshnakarae Craib
- Ixora lancisepala Ridl.
- Ixora laotica Pit.
- Ixora laurentii De Wild.
- Ixora lawsonii Gamble
- Ixora laxiflora Sm.
- Ixora le-testui Pellegr.
- Ixora lebangharae Bremek.
- Ixora lecardii Guillaumin
- Ixora ledermannii K.Krause
- Ixora leptopus Valeton
- Ixora leucocarpa Elmer
- Ixora leytensis Elmer
- Ixora liberiensis De Block
- Ixora linggensis Bremek.
- Ixora littoralis Merr.
- Ixora lobbii Loudon
- Ixora loerzingii Bremek.
- Ixora longhanensis Tao Chen
- Ixora longibracteata Bremek.
- Ixora longifolia Sm.
- Ixora longiloba Guillaumin
- Ixora longipedunculata De Wild.
- Ixora longipes (DC.) Zoll. & Moritzi
- Ixora longissima Merr.
- Ixora longistipula Merr.
- Ixora lucida R.Br. ex Hook.f.
- Ixora lunutica C.E.C.Fisch.
- Ixora luzoniensis Merr.
- Ixora macgregorii C.B.Rob.
- Ixora macilenta De Block
- Ixora macrantha (Steud.) Bremek.
- Ixora macrocotyla Bremek.
- Ixora macrophylla Bartl. ex DC.
- Ixora macrosiphon Kurz
- Ixora macrothyrsa (Teijsm. & Binn.) N.E.Br.
- Ixora magnifica Elmer
- Ixora makassarica Bremek.
- Ixora malabarica (Dennst.) Mabb.
- Ixora malacophylla Drake
- Ixora malaica W.Hunter
- Ixora malayana Bremek.
- Ixora mandalayensis Bremek.
- Ixora mangabensis Aug.DC.
- Ixora mangoliensis Bremek.
- Ixora margaretae (N.Hallé) Mouly & B.Bremer
- Ixora marquesensis F.Br.
- Ixora marsdenii Ridl.
- Ixora martinsii Standl.
- Ixora maxima Seem.
- Ixora maymyensis Bremek.
- Ixora mearnsii Merr.
- Ixora meeboldii Craib
- Ixora megalothyrsa Bremek.
- Ixora mekongensis Pit.
- Ixora membranifolia Valeton ex Merr.
- Ixora mentangis Bremek.
- Ixora mercaraica T.Husain & S.R.Paul
- Ixora merguensis Hook.f.
- Ixora microphylla Drake
- Ixora mildbraedii K.Krause
- Ixora miliensis Bremek.
- Ixora minahassae Bremek.
- Ixora mindanaensis Merr.
- Ixora minor (Valeton) Mouly & B.Bremer
- Ixora minutiflora Hiern
- Ixora miquelii Bremek.
- Ixora mirabilis Bremek.
- Ixora mjoebergii Merr.
- Ixora mocquerysii Aug.DC.
- Ixora mollirama Bremek.
- Ixora moluccana Bremek.
- Ixora mooreensis (Nadeaud) Fosberg
- Ixora moszkowskii Bremek.
- Ixora motleyi Bremek.
- Ixora mucronata Warb.
- Ixora muelleri Bremek.
- Ixora myitkyinensis Bremek.
- Ixora myriantha Merr.
- Ixora myrsinoides A.C.Sm.
- Ixora myrtifolia A.C.Sm.
- Ixora namatanaica Bremek.
- Ixora nana Robbr. & Lejoly
- Ixora nandarivatensis Gillespie
- Ixora narcissodora K.Schum.
- Ixora natunensis Bremek.
- Ixora nematopoda K.Schum.
- Ixora neocaledonica Hochr.
- Ixora neriifolia Jack
- Ixora nicaraguensis Wernham
- Ixora nicobarica Bremek.
- Ixora nienkui Merr. & Chun
- Ixora nigerica Keay
- Ixora nigricans R.Br. ex Wight & Arn.
- Ixora nimbana Schnell
- Ixora nitens (Poir.) Mouly & B.Bremer
- Ixora nitidula Bremek.
- Ixora nonantha Bremek.
- Ixora notoniana Wall. ex G.Don
- Ixora novemnervia Lour.
- Ixora novoguineensis Mouly & B.Bremer
- Ixora numbuiloana ined.
- Ixora oblongifolia Elmer
- Ixora obtusiloba Bremek.
- Ixora odoratiflora Valeton
- Ixora oligantha Schltr. & K.Krause
- Ixora ooumuensis J.Florence
- Ixora opaca R.Br. ex G.Don
- Ixora oreogena S.T.Reynolds & P.I.Forst.
- Ixora oresitropha Bremek.
- Ixora orohenensis Nadeaud
- Ixora orophila Bremek.
- Ixora orovilleae Bremek.
- Ixora otophora Bremek.
- Ixora ovalifolia Bremek.
- Ixora palawaensis Merr.
- Ixora palembangensis Bremek.
- Ixora paludosa (Blume) Kurz
- Ixora panurensis Müll.Arg.
- Ixora paradoxalis Bremek.
- Ixora paraopaca W.C.Ko
- Ixora parkeri Bremek.
- Ixora parviflora Lam.
- Ixora patens Ridl.
- Ixora patula Bremek.
- Ixora pauciflora DC.
- Ixora pauper Valeton
- Ixora pavetta Andr.
- Ixora peculiaris De Block
- Ixora pedionoma A.C.Sm.
- Ixora pelagica Seem.
- Ixora pendula Jack
- Ixora peruviana (Spruce ex K.Schum.) Standl.
- Ixora phellopus K.Schum.
- Ixora philippinensis Merr.
- Ixora phuluangensis Chamch.
- Ixora pierrei Merr.
- Ixora pilosa Merr.
- Ixora piresii Steyerm.
- Ixora platythyrsa Baker
- Ixora polita (Miq.) Boerl.
- Ixora polyantha Wight
- Ixora polycephala Bremek.
- Ixora potaroensis Steyerm.
- Ixora praestans Bremek.
- Ixora praetermissa De Block
- Ixora princeps G.Nicholson
- Ixora prolixa A.C.Sm.
- Ixora pseudoacuminata Deb & Rout
- Ixora pseudoamboinica (Korth.) Kuntze
- Ixora pseudojavanica Bremek.
- Ixora pubescens Willd.
- Ixora pubiflora DC.
- Ixora pubifolia A.C.Sm.
- Ixora pubigera Pit.
- Ixora pubirama Bremek.
- Ixora pudica Baker
- Ixora pueuana ined.
- Ixora pyrantha Bremek.
- Ixora pyrrhostaura Bremek.
- Ixora raiateensis J.W.Moore
- Ixora raivavaensis Fosberg
- Ixora rakotonasoloi De Block
- Ixora rangonensis Bremek.
- Ixora recurva (Roxb.) Kurz
- Ixora reducta Drake ex Guédès
- Ixora reticulata (Blume) Boerl.
- Ixora rhododactyla Bremek.
- Ixora richardiana Müll.Arg.
- Ixora ridsdalei Mouly & B.Bremer
- Ixora riparum K.Krause
- Ixora rivalis Valeton
- Ixora robinsonii Ridl.
- Ixora roemeri Bremek.
- Ixora romburghii Bremek.
- Ixora rosacea Perr.
- Ixora roseituba Bremek.
- Ixora rubrinervis Bremek.
- Ixora rufa Müll.Arg.
- Ixora rugosirama Bremek.
- Ixora rugulosa Wall. ex Kurz
- Ixora ruttenii Bremek.
- Ixora sabangensis Bremek.
- Ixora salicifolia (Blume) DC.
- Ixora salwenensis Bremek.
- Ixora samarensis Merr.
- Ixora sambiranensis Homolle ex Guédès
- Ixora samoensis A.Gray
- Ixora sandwithiana Steyerm.
- Ixora saulierei Gamble
- Ixora scandens Bremek.
- Ixora scheffleri K.Schum. & K.Krause
- Ixora schlechteri Bremek.
- Ixora schomburgkiana Benth.
- Ixora scortechinii King & Gamble
- Ixora seretii De Wild.
- Ixora sessililimba Merr.
- Ixora setchellii Fosberg
- Ixora siamensis Wall. ex G.Don
- Ixora siantanensis Bremek.
- Ixora simalurensis Bremek.
- Ixora siphonantha Oliv.
- Ixora sivarajiana Pradeep
- Ixora smeruensis Bremek.
- Ixora solomonensis (Ridsdale) Mouly & B.Bremer
- Ixora solomonensium Bremek.
- Ixora somosomaensis Gillespie
- Ixora sparsiflora Elmer
- Ixora sparsifolia K.Krause
- Ixora spathoidea F.Br.
- Ixora spectabilis Wall. ex G.Don
- Ixora spirei Pit.
- Ixora spruceana Müll.Arg.
- Ixora st-johnii Fosberg
- Ixora steenisii Bremek.
- Ixora stenophylla (Korth.) Kuntze
- Ixora stenothyrsa Bremek.
- Ixora stenura Bremek.
- Ixora stipulata (Vell.) Müll.Arg.
- Ixora stokesii F.Br.
- Ixora storckii Seem.
- Ixora subauriculata Bremek.
- Ixora subsessilis Wall. ex G.Don
- Ixora sulaensis Bremek.
- Ixora sumbawensis Bremek.
- Ixora symphorantha Bremek.
- Ixora synactica De Block
- Ixora syringiflora (Schltdl.) Müll.Arg.
- Ixora tahuataensis Mouly & J.Florence
- Ixora talaudensis Bremek.
- Ixora tanzaniensis Bridson
- Ixora tavoyana Bremek.
- Ixora temehaniensis J.W.Moore
- Ixora temptans Bremek.
- Ixora tenelliflora Merr.
- Ixora tengerensis Bremek.
- Ixora tenuiflora Roxb.
- Ixora tenuifolia Bremek.
- Ixora tenuipedunculata Merr.
- Ixora tenuis De Block
- Ixora thwaitesii Hook.f.
- Ixora tibetana Bremek.
- Ixora tidorensis (Miq.) Bremek.
- Ixora tigriomustax Bremek.
- Ixora timorensis Decne.
- Ixora treubii Bremek.
- Ixora triantha Volkens
- Ixora trichandra Bremek.
- Ixora trichobotrys Merr.
- Ixora trichocalyx Hochr.
- Ixora trilocularis (Balf.f.) Mouly & B.Bremer
- Ixora trimera Guédès
- Ixora tsangii Merr. ex H.L.Li
- Ixora tubiflora A.C.Sm.
- Ixora tunicata Bremek.
- Ixora uahukaensis Lorence & W.L.Wagner
- Ixora uapouensis Lorence & W.L.Wagner
- Ixora umbellata Valeton ex Koord. & Valeton
- Ixora umbricola Bremek.
- Ixora undulata Roxb.
- Ixora upolensis Rech.
- Ixora urophylla Bremek.
- Ixora valetoniana Mouly & B.Bremer
- Ixora vander-sticheleorum ined.
- Ixora vaughanii (Verdc.) Mouly & B.Bremer
- Ixora venezuelica Steyerm.
- Ixora venulosa Benth.
- Ixora versteegii Bremek.
- Ixora verticillata (Vell.) Müll.Arg.
- Ixora vieillardii Guillaumin
- Ixora violacea Lour.
- Ixora vitiensis A.Gray
- Ixora whitei S.Moore
- Ixora winkleri Bremek.
- Ixora woodii Bremek.
- Ixora yaouhensis Schltr.
- Ixora yavitensis Steyerm.
- Ixora ysabellae Bremek.
- Ixora yunckeri A.C.Sm.
- Ixora yunnanensis Hutch.
- Ixora zollingeriana Bremek.

Selon GRIN (25 septembre 2017) :
- Ixora acuminata Roxb.
- Ixora amoena Wall. ex G. Don
- Ixora barbata Roxb.
- Ixora brachypoda DC.
- Ixora casei Hance
- Ixora chinensis Lam.
- Ixora coccinea L.
- Ixora congesta Roxb.
- Ixora fragrans (Hook. & Arn.) A. Gray
- Ixora fulgens Roxb.
- Ixora javanica (Blume) DC.
- Ixora macrothyrsa (Teijsm. & Binn.) R. Br.
- Ixora pavetta Andrews
- Ixora rosea Wall.
- Ixora timorensis Decne.
- Ixora undulata Roxb.
- Ixora × westii J. Huds.
- Ixora williamsii Sandwith

Selon NCBI (25 septembre 2017) :
- Ixora aluminicola
- Ixora amplexicaulis
- Ixora amplidentata
- Ixora angustilimba
- Ixora arborea
- Ixora bartlingii
- Ixora batesii
- Ixora bauchiensis
- Ixora beckleri
- Ixora bibracteata
- Ixora biflora
- Ixora borboniae
- Ixora brachypoda
- Ixora brevifolia
- Ixora brunonis
- Ixora calycina
- Ixora casei
- Ixora cauliflora
- Ixora chinensis
- Ixora cibdela
- Ixora coccinea
- Ixora collina
- Ixora comptonii
- Ixora cordata
- Ixora crassipes
- Ixora cremixora
- Ixora cumingiana
- Ixora densithyrsa
- Ixora diversifolia
- Ixora dzumacensis
- Ixora elegans
- Ixora elliotii
- Ixora emirnensis
- Ixora fastigiata
- Ixora ferrea
- Ixora finlaysoniana
- Ixora floribunda
- Ixora foliicalyx
- Ixora foliosa
- Ixora francii
- Ixora fulgens
- Ixora gigantifolia
- Ixora graciliflora
- Ixora guillotii
- Ixora guineensis
- Ixora hartiana
- Ixora hiernii
- Ixora hippoperifera
- Ixora homolleae
- Ixora hookeri
- Ixora iteophylla
- Ixora ixoroides
- Ixora javanica
- Ixora jourdanii
- Ixora killipii
- Ixora kuakuensis
- Ixora lagenifructa
- Ixora lecardii
- Ixora leucocarpa
- Ixora littoralis
- Ixora longiloba
- Ixora longissima
- Ixora longistipula
- Ixora luzoniensis
- Ixora macilenta
- Ixora macrophylla
- Ixora magnifica
- Ixora malacophylla
- Ixora mangabensis
- Ixora margaretae
- Ixora marquesensis
- Ixora masoalensis
- Ixora microphylla
- Ixora minutiflora
- Ixora mocquerysii
- Ixora moorensis
- Ixora myriantha
- Ixora narcissodora
- Ixora nematopoda
- Ixora nigricans
- Ixora nimbana
- Ixora nitens
- Ixora novoguineensis
- Ixora oligantha
- Ixora oreogena
- Ixora palawaensis
- Ixora parviflora
- Ixora pavetta
- Ixora pelagica
- Ixora pendula
- Ixora peruviana
- Ixora philippinensis
- Ixora platythyrsa
- Ixora praetermissa
- Ixora quadrilocularis
- Ixora queenslandica
- Ixora raiateensis
- Ixora rakotonasoloi
- Ixora regalis
- Ixora salicifolia
- Ixora scheffleri
- Ixora setchellii
- Ixora silagoensis
- Ixora siphonantha
- Ixora st-johnii
- Ixora tanzaniensis
- Ixora tenuis
- Ixora triantha
- Ixora trichocalyx
- Ixora trilocularis
- Ixora undulata
- Ixora valetoniana
- Ixora vieillardii
- Ixora yaouhensis

Selon The Plant List (25 septembre 2017) :
- Ixora accedens Valeton
- Ixora aciculiflora Bremek.
- Ixora acuminatissima Müll.Arg.
- Ixora acuticauda Bremek.
- Ixora aegialodes Bremek.
- Ixora agasthyamalayana Sivad. & N.Mohanan
- Ixora aggregata Hutch.
- Ixora agostiniana Steyerm.
- Ixora akkeringae (Teijsm. & Binn.) Valeton ex Bremek.
- Ixora alba L.
- Ixora albersii K.Schum.
- Ixora aluminicola Steyerm.
- Ixora amapaensis Steyerm.
- Ixora amherstiensis Bremek.
- Ixora amplexicaulis Gillespie
- Ixora amplexifolia K.Schum. & Lauterb.
- Ixora amplifolia A.Gray
- Ixora andamanensis Bremek.
- Ixora aneimenodesma K.Schum.
- Ixora aneityensis Guillaumin
- Ixora angustilimba Merr.
- Ixora aoupinieensis Hoang & Mouly
- Ixora araguaiensis Delprete
- Ixora archboldii Bremek.
- Ixora arestantha A.C.Sm.
- Ixora asme Guillaumin
- Ixora athroantha Bremek.
- Ixora auricularis Chun & How ex W.Ko
- Ixora auriculata Elmer
- Ixora aurorea Ridl.
- Ixora backeri Bremek.
- Ixora bahiensis Benth.
- Ixora baileyana Bridson & L.G.Adams
- Ixora balakrishnii Deb & Rout
- Ixora balansae Pit.
- Ixora baldwinii Keay
- Ixora balinensis Bremek.
- Ixora bancana Bremek.
- Ixora banjoana K.Krause
- Ixora barbata Roxb. ex Sm.
- Ixora barberae Bremek.
- Ixora bartlingii Elmer
- Ixora batesii Wernham
- Ixora batuensis Bremek.
- Ixora bauchiensis Hutch. & Dalziel
- Ixora beckleri Benth.
- Ixora beddomei T.Husain & S.R.Paul
- Ixora bemangidiensis Guédès
- Ixora betongensis Craib
- Ixora bibracteata Elmer
- Ixora biflora Fosberg
- Ixora birmahica Bremek.
- Ixora blumei Zoll. & Moritzi
- Ixora borboniae Mouly & B.Bremer
- Ixora borneensis (Miq.) Boerl.
- Ixora bougainvilliae Bremek.
- Ixora brachiata Roxb.
- Ixora brachyantha Merr.
- Ixora brachyanthera Bremek.
- Ixora brachycotyla Bremek.
- Ixora brachypoda DC.
- Ixora brachypogon Bremek.
- Ixora brachyura Bremek.
- Ixora bracteata Cheeseman
- Ixora bracteolaris Müll.Arg.
- Ixora bracteolata Craib
- Ixora brandisiana Kurz
- Ixora brassii S.Moore
- Ixora brevicaudata Bremek.
- Ixora brevifolia Benth.
- Ixora breviloba Bremek.
- Ixora brevipedunculata Fosberg
- Ixora brunnescens Kurz
- Ixora brunonis Wall. ex G.Don
- Ixora bullata Turrill
- Ixora burundiensis Bridson
- Ixora butterwickii Hole
- Ixora buxina Baill.
- Ixora calcicola A.C.Sm.
- Ixora calliantha Bremek.
- Ixora callithyrsa Bremek.
- Ixora calycina Thwaites
- Ixora cambodiana Pit.
- Ixora capillaris Bremek.
- Ixora capitulifera Merr.
- Ixora capituliflora Bremek.
- Ixora carewii Horne ex Baker
- Ixora casei Hance
- Ixora caudata Bremek.
- Ixora cauliflora Montrouz.
- Ixora celebica Ridl. ex Bremek.
- Ixora cephalophora Merr.
- Ixora ceramensis Bremek.
- Ixora chartacea Elmer
- Ixora chinensis Lam.
- Ixora cibdela Craib
- Ixora cincta Bremek.
- Ixora clandestina De Block
- Ixora clarae Mouly & Pisivin
- Ixora clementium Bremek.
- Ixora clerodendron Ridl.
- Ixora coccinea L.
- Ixora coffeoides Valeton
- Ixora collina (Montrouz.) Beauvis.
- Ixora comptonii S.Moore
- Ixora concinna R.Br. ex Hook.f.
- Ixora conferta Valeton
- Ixora confertiflora Merr.
- Ixora confertior Bremek.
- Ixora congesta Roxb.
- Ixora congestiflora Delprete
- Ixora coralloraphis Bremek.
- Ixora cordata Merr. & L.M.Perry
- Ixora cordifolia Valeton
- Ixora coriifolia Bremek.
- Ixora coronata A.C.Sm.
- Ixora cowanii Bremek.
- Ixora crassifolia Merr.
- Ixora crassipes Boivin ex De Block
- Ixora cremixora Drake
- Ixora cumingiana Vidal
- Ixora cuneata Hunter ex Ridl.
- Ixora cuneifolia Roxb.
- Ixora curtisii Ridl.
- Ixora cuspidata Ridl.
- Ixora daemonia Bremek.
- Ixora davisii Sandwith
- Ixora deciduiflora Bremek.
- Ixora decora A.C.Sm.
- Ixora decus-silvae Bremek.
- Ixora delicatula Keay
- Ixora deliensis Bremek.
- Ixora delpyana Pierre ex Pit.
- Ixora densiflora Müll.Arg.
- Ixora densithyrsa De Block
- Ixora diversifolia R.Br. ex Kurz
- Ixora djambica Bremek.
- Ixora dolichophylla K.Schum.
- Ixora dolichothyrsa Bremek.
- Ixora dongnaiensis Pierre ex Pit.
- Ixora doreensis (Scheff.) Valeton
- Ixora dorgelonis Bremek.
- Ixora duckei Standl.
- Ixora dzumacensis Guillaumin
- Ixora ebracteolata Merr.
- Ixora effusa Chun & F.C.How
- Ixora elegans Gillespie
- Ixora elisae Mouly & Pisivin
- Ixora elongata B.Heyne ex G.Don
- Ixora eludens Bremek.
- Ixora emirnensis Baker
- Ixora endertii Bremek.
- Ixora engganensis Bremek.
- Ixora ensifolia Merr. & L.M.Perry
- Ixora eriantha A.Gray
- Ixora erythrocarpa K.Schum. & Lauterb.
- Ixora eugenioides Pierre ex Pit.
- Ixora euosmia K.Schum.
- Ixora fallax Bremek.
- Ixora farinosa Bremek.
- Ixora faroensis Standl.
- Ixora fastigiata (R.D.Good) Bremek.
- Ixora ferrea (Jacq.) Benth.
- Ixora filiflora Bremek.
- Ixora filipendula Bremek.
- Ixora filipes Valeton
- Ixora filmeri Elmer
- Ixora findlaysoniana Wall. & G.Don
- Ixora finlaysoniana Wall. ex G.Don
- Ixora flagrans Bremek.
- Ixora flavescens Pierre ex Pit.
- Ixora floribunda (A.Rich.) Griseb.
- Ixora florida S.Moore
- Ixora foliicalyx Guédès
- Ixora foliosa Hiern
- Ixora forbesii Bremek.
- Ixora fragrans (Hook. & Arn.) A.Gray
- Ixora francavillana Müll.Arg.
- Ixora francii Schltr. & K.Krause
- Ixora fucosa Bremek.
- Ixora fugiens Bremek.
- Ixora fulgens Roxb.
- Ixora fulgida Ridl.
- Ixora fulviflora Bremek.
- Ixora funckii Wernham
- Ixora fusca Geddes
- Ixora fuscescens Valeton ex Merr.
- Ixora gamblei V.S.Ramach. & V.J.Nair
- Ixora gardneriana Benth.
- Ixora gibbsiae Bremek.
- Ixora gigantea Rech.
- Ixora gigantifolia Elmer
- Ixora glaucina (Teijsm. & Binn.) Kurz
- Ixora glomeruliflora Bremek.
- Ixora goalparensis Bremek.
- Ixora graciliflora Benth.
- Ixora grandifolia Zoll. & Moritzi
- Ixora granulata Bremek.
- Ixora greenwoodiana A.C.Sm.
- Ixora guillotii Hochr.
- Ixora guineensis Benth.
- Ixora guluensis Valeton ex Merr.
- Ixora gyropogon Bremek.
- Ixora hainanensis Merr.
- Ixora hajupensis Valeton
- Ixora hallieri Bremek.
- Ixora hartiana De Block
- Ixora harveyi (A.Gray) A.C.Sm.
- Ixora havilandii Ridl.
- Ixora hekouensis Tao Chen
- Ixora helwigii Bremek.
- Ixora henryi H.Lév.
- Ixora heterodoxa Müll.Arg.
- Ixora hiernii Scott-Elliot
- Ixora himantophylla Bremek.
- Ixora hippoperifera Bremek.
- Ixora hookeri (Oudem.) Bremek.
- Ixora hymenophylla Bremek.
- Ixora ilocana Merr.
- Ixora imitans Bremek.
- Ixora inaequifolia C.B.Rob.
- Ixora inexpecta Bremek.
- Ixora inodora Rech.
- Ixora insignis Chun & How ex W.Ko
- Ixora insularum Bremek.
- Ixora intensa K.Krause
- Ixora intermedia Elmer
- Ixora intropilosa Steyerm.
- Ixora inundata Hiern
- Ixora irosinensis Elmer
- Ixora irwinii Delprete
- Ixora iteaphylla Bremek.
- Ixora iteoidea Bremek.
- Ixora ixoroides (Guillaumin) Mouly & B.Bremer
- Ixora jacobsonii Bremek.
- Ixora jaherii Bremek.
- Ixora javanica (Blume) DC.
- Ixora johnsonii Hook.f.
- Ixora jourdanii Mouly & J.Florence
- Ixora jucunda Thwaites
- Ixora junghuhnii Bremek.
- Ixora kachinensis Deb & Rout
- Ixora kaniensis Valeton
- Ixora karimatica Bremek.
- Ixora katchalensis T.Husain & S.R.Paul
- Ixora kavalliana K.Schum.
- Ixora keenanii Deb & Rout
- Ixora keithii Ridl.
- Ixora kerrii Craib
- Ixora kerstingii K.Schum. & Lauterb.
- Ixora keyensis Warb.
- Ixora killipii Standl.
- Ixora kinabaluensis Stapf
- Ixora kingdon-wardii Bremek.
- Ixora kingstoni Hook.f.
- Ixora kjellbergii Bremek.
- Ixora knappiae C.M.Taylor
- Ixora koordersii (Ridl.) Bremek.
- Ixora korthalsiana Kurz
- Ixora krewanhensis Pierre ex Pit.
- Ixora kuakuensis S.Moore
- Ixora kurziana (Teijsm. & Binn.) Kurz
- Ixora labuanensis Bremek.
- Ixora lacei Bremek.
- Ixora lacuum Bremek.
- Ixora lakshnakarae Craib
- Ixora lanceolaria Colebr.
- Ixora lanceolata Lam.
- Ixora lancisepala Ridl.
- Ixora laotica Pit.
- Ixora laurentii De Wild.
- Ixora lawsonii Gamble
- Ixora laxiflora Sm.
- Ixora le-testui Pellegr.
- Ixora lebangharae Bremek.
- Ixora lecardii Guillaumin
- Ixora ledermannii K.Krause
- Ixora leptopus Valeton
- Ixora leucocarpa Elmer
- Ixora leytensis Elmer
- Ixora liberiensis De Block
- Ixora linggensis Bremek.
- Ixora littoralis Merr.
- Ixora lobbii Loudon
- Ixora loerzingii Bremek.
- Ixora longhanensis Tao Chen
- Ixora longibracteata Bremek.
- Ixora longiloba Guillaumin
- Ixora longipedunculata De Wild.
- Ixora longipes (DC.) Zoll. & Moritzi
- Ixora longissima Merr.
- Ixora longistipula Merr.
- Ixora lucida R.Br. ex Hook.f.
- Ixora lunutica C.E.C.Fisch.
- Ixora luzoniensis Merr.
- Ixora macgregorii C.B.Rob.
- Ixora macilenta De Block
- Ixora macrantha (Steud.) Bremek.
- Ixora macrocotyla Bremek.
- Ixora macrophylla Bartl. ex DC.
- Ixora macrosiphon Kurz
- Ixora macrothyrsa (Teijsm. & Binn.) T.Moore
- Ixora magnifica Elmer
- Ixora makassarica Bremek.
- Ixora malabarica (Dennst.) Mabb.
- Ixora malacophylla Drake
- Ixora malaica Hunter ex Ridl.
- Ixora malayana Bremek.
- Ixora mandalayensis Bremek.
- Ixora mangabensis Aug.DC.
- Ixora mangoliensis Bremek.
- Ixora margaretae (N.Hallé) Mouly & B.Bremer
- Ixora marquesensis F.Br.
- Ixora marsdenii Ridl.
- Ixora martinsii Standl.
- Ixora maxima Seem.
- Ixora maymyensis Bremek.
- Ixora mearnsii Merr.
- Ixora meeboldii Craib
- Ixora megalothyrsa Bremek.
- Ixora mekongensis Pit.
- Ixora membranifolia Valeton ex Merr.
- Ixora mentangis Bremek.
- Ixora mercaraica T.Husain & S.R.Paul
- Ixora merguensis Hook.f.
- Ixora microphylla Drake
- Ixora mildbraedii K.Krause
- Ixora miliensis Bremek.
- Ixora minahassae Bremek.
- Ixora mindanaensis Merr.
- Ixora minor (Valeton) Mouly & B.Bremer
- Ixora minutiflora Hiern
- Ixora miquelii Bremek.
- Ixora mirabilis Bremek.
- Ixora mjoebergii Merr.
- Ixora mocquerysii Aug.DC.
- Ixora mollirama Bremek.
- Ixora moluccana Bremek.
- Ixora mooreensis (Nadeaud) Fosberg
- Ixora moszkowskii Bremek.
- Ixora motleyi Bremek.
- Ixora mucronata Warb.
- Ixora muelleri Bremek.
- Ixora myitkyinensis Bremek.
- Ixora myriantha Merr.
- Ixora myrsinoides A.C.Sm.
- Ixora myrtifolia A.C.Sm.
- Ixora namatanaica Bremek.
- Ixora nana Robbr. & Lejoly
- Ixora nandarivatensis Gillespie
- Ixora narcissodora K.Schum.
- Ixora natunensis Bremek.
- Ixora nematopoda K.Schum.
- Ixora neocaledonica Hochr.
- Ixora neriifolia Jack
- Ixora nicaraguensis Wernham
- Ixora nicobarica Bremek.
- Ixora nienkui Merr. & Chun
- Ixora nigerica Keay
- Ixora nigricans R.Br. ex Wight & Arn.
- Ixora nimbana Schnell
- Ixora nitens (Poir.) Mouly & B.Bremer
- Ixora nitidula Bremek.
- Ixora nonantha Bremek.
- Ixora notoniana Wall. ex G.Don
- Ixora novemnervia Lour.
- Ixora novoguineensis Mouly & B.Bremer
- Ixora oblongifolia Elmer
- Ixora obtusiloba Bremek.
- Ixora odoratiflora Valeton
- Ixora oligantha Schltr. & K.Krause
- Ixora ooumuensis J.Florence
- Ixora opaca R.Br. ex G.Don
- Ixora oreogena S.T.Reynolds & P.I.Forst.
- Ixora oresitropha Bremek.
- Ixora orohenensis Nadeaud
- Ixora orophila Bremek.
- Ixora orovilleae Bremek.
- Ixora otophora Bremek.
- Ixora ovalifolia Bremek.
- Ixora palawaensis Merr.
- Ixora palembangensis Bremek.
- Ixora paludosa (Blume) Kurz
- Ixora panurensis Müll.Arg.
- Ixora paradoxalis Bremek.
- Ixora paraopaca W.C.Ko
- Ixora parkeri Bremek.
- Ixora parviflora Lam.
- Ixora patens Ridl.
- Ixora patula Bremek.
- Ixora pauciflora DC.
- Ixora pauper Valeton
- Ixora pavetta Andr.
- Ixora peculiaris De Block
- Ixora pedionoma A.C.Sm.
- Ixora pelagica Seem.
- Ixora pendula Jack
- Ixora peruviana (Spruce ex K.Schum.) Standl.
- Ixora phellopus K.Schum.
- Ixora philippinensis Merr.
- Ixora phuluangensis Chamch.
- Ixora pierrei Merr.
- Ixora pilosa Merr.
- Ixora piresii Steyerm.
- Ixora platythyrsa Baker
- Ixora polita (Miq.) Boerl.
- Ixora polyantha Wight
- Ixora polycephala Bremek.
- Ixora potaroensis Steyerm.
- Ixora praestans Bremek.
- Ixora praetermissa De Block
- Ixora prolixa A.C.Sm.
- Ixora pseudoacuminata Deb & Rout
- Ixora pseudoamboinica (Korth.) Kuntze
- Ixora pseudojavanica Bremek.
- Ixora pubescens Willd. ex Schult. & Schult.f.
- Ixora pubiflora DC.
- Ixora pubifolia A.C.Sm.
- Ixora pubigera Pit.
- Ixora pubirama Bremek.
- Ixora pudica Baker
- Ixora pyrantha Bremek.
- Ixora pyrrhostaura Bremek.
- Ixora raiateensis J.W.Moore
- Ixora raivavaensis Fosberg
- Ixora rakotonasoloi De Block
- Ixora rangonensis Bremek.
- Ixora recurva (Roxb.) Kurz
- Ixora reducta Drake ex Guédès
- Ixora reticulata (Blume) Boerl.
- Ixora rhododactyla Bremek.
- Ixora richardiana Müll.Arg.
- Ixora ridsdalei Mouly & B.Bremer
- Ixora riparum K.Krause
- Ixora rivalis Valeton
- Ixora robinsonii Ridl.
- Ixora roemeri Bremek.
- Ixora romburghii Bremek.
- Ixora rosacea Perr.
- Ixora roseituba Bremek.
- Ixora rubrinervis Bremek.
- Ixora rufa Müll.Arg.
- Ixora rugosirama Bremek.
- Ixora rugulosa Wall. ex Kurz
- Ixora ruttenii Bremek.
- Ixora sabangensis Bremek.
- Ixora salicifolia (Blume) DC.
- Ixora salwenensis Bremek.
- Ixora samarensis Merr.
- Ixora sambiranensis Homolle ex Guédès
- Ixora samoensis A.Gray
- Ixora sandwithiana Steyerm.
- Ixora saulierei Gamble
- Ixora scandens Bremek.
- Ixora scheffleri K.Schum. & K.Krause
- Ixora schlechteri Bremek.
- Ixora schomburgkiana Benth.
- Ixora scortechinii King & Gamble
- Ixora seretii De Wild.
- Ixora sessililimba Merr.
- Ixora setchellii Fosberg
- Ixora siamensis Wall. ex G.Don
- Ixora siantanensis Bremek.
- Ixora simalurensis Bremek.
- Ixora siphonantha Oliv.
- Ixora sivarajiana Pradeep
- Ixora smeruensis Bremek.
- Ixora solomonensis (Ridsdale) Mouly & B.Bremer
- Ixora solomonensium Bremek.
- Ixora somosomaensis Gillespie
- Ixora sparsiflora Elmer
- Ixora sparsifolia K.Krause
- Ixora spathoidea F.Br.
- Ixora spectabilis Wall. ex G.Don
- Ixora spirei Pit.
- Ixora spruceana Müll.Arg.
- Ixora st-johnii Fosberg
- Ixora steenisii Bremek.
- Ixora stenophylla (Korth.) Kuntze
- Ixora stenothyrsa Bremek.
- Ixora stenura Bremek.
- Ixora stipulata (Vell.) Müll.Arg.
- Ixora stokesii F.Br.
- Ixora storckii Seem.
- Ixora subauriculata Bremek.
- Ixora subsessilis Wall. ex G.Don
- Ixora sulaensis Bremek.
- Ixora sumbawensis Bremek.
- Ixora symphorantha Bremek.
- Ixora synactica De Block
- Ixora syringiflora (Schltdl.) Müll.Arg.
- Ixora tahuataensis Mouly & J.Florence
- Ixora talaudensis Bremek.
- Ixora tanzaniensis Bridson
- Ixora tavoyana Bremek.
- Ixora temehaniensis J.W.Moore
- Ixora temptans Bremek.
- Ixora tenelliflora Merr.
- Ixora tengerensis Bremek.
- Ixora tenuiflora Roxb.
- Ixora tenuifolia Bremek.
- Ixora tenuipedunculata Merr.
- Ixora tenuis De Block
- Ixora thwaitesii Hook.f.
- Ixora tibetana Bremek.
- Ixora tidorensis (Miq.) Bremek.
- Ixora tigriomustax Bremek.
- Ixora timorensis Decne.
- Ixora treubii Bremek.
- Ixora triantha Volkens
- Ixora trichandra Bremek.
- Ixora trichobotrys Merr.
- Ixora trichocalyx Hochr.
- Ixora trilocularis (Balf.f.) Mouly & B.Bremer
- Ixora trimera Guédès
- Ixora tsangii Merr. ex H.L.Li
- Ixora tubiflora A.C.Sm.
- Ixora tunicata Bremek.
- Ixora uahukaensis Lorence & W.L.Wagner
- Ixora uapouensis Lorence & W.L.Wagner
- Ixora umbellata Valeton ex Koord. & Valeton
- Ixora umbricola Bremek.
- Ixora undulata Roxb.
- Ixora upolensis Rech.
- Ixora urophylla Bremek.
- Ixora valetoniana Mouly & B.Bremer
- Ixora vaughanii (Verdc.) Mouly & B.Bremer
- Ixora venezuelica Steyerm.
- Ixora venulosa Benth.
- Ixora venusta Bremek.
- Ixora versteegii Bremek.
- Ixora verticillata (Vell.) Müll.Arg.
- Ixora vieillardii Guillaumin
- Ixora violacea Lour.
- Ixora vitiensis A.Gray
- Ixora whitei S.Moore
- Ixora winkleri Bremek.
- Ixora woodii Bremek.
- Ixora yaouhensis Schltr.
- Ixora yavitensis Steyerm.
- Ixora ysabellae Bremek.
- Ixora yunckeri A.C.Sm.
- Ixora yunnanensis Hutch.
- Ixora zollingeriana Bremek.

Selon Tropicos (25 septembre 2017) (Attention liste brute contenant possiblement des synonymes) :
- Ixora abyssinica (Fresen.) Oliv.
- Ixora accedens Valeton
- Ixora aciculiflora Bremek.
- Ixora acuminata Roxb.
- Ixora acuminatissima Müll. Arg.
- Ixora acuminatus Müll. Arg.
- Ixora acuticauda Bremek.
- Ixora acutifolia Reinw. ex Miq.
- Ixora aegialodes Bremek.
- Ixora affinis Wall. ex Craib
- Ixora africana P. Beauv. ex A. Rich.
- Ixora agasthyamalayana Sivad. & Mohanan
- Ixora aggregata Hutch.
- Ixora agostiniana Steyerm.
- Ixora akkeringae (Teijsm. & Binn.) Valeton ex Bremek.
- Ixora alba L.
- Ixora albersii K. Schum.
- Ixora alejandroi Banag & Tandang
- Ixora alternifolia Jacq.
- Ixora aluminicola Steyerm.
- Ixora amabilis auct.
- Ixora amapaensis Steyerm.
- Ixora amboinica (Blume) DC.
- Ixora americana L.
- Ixora amherstiensis Bremek.
- Ixora amoena Wall. ex G. Don
- Ixora amplexicaulis C.Y. Wu & W.C. Ko
- Ixora amplexifolia K. Schum. & Lauterb.
- Ixora amplidentata De Block
- Ixora ampliflora A. Gray
- Ixora amplifolia A. Gray
- Ixora andamanensis Bremek.
- Ixora aneimenodesma K. Schum.
- Ixora aneityensis Guillaumin
- Ixora angulata Benth.
- Ixora angustifolia Lam.
- Ixora angustilimba Merr.
- Ixora aoupinieensis Hoang & Mouly
- Ixora aphylla Sessé & Moc.
- Ixora apoda Valeton
- Ixora araguaiensis Delprete
- Ixora arborea
- Ixora arborescens Hassk.
- Ixora archboldii Bremek.
- Ixora arenosa (Lour.) Poir.
- Ixora arestantha A.C. Sm.
- Ixora argentea Wernham
- Ixora arguta (Hook. f.) King & Gamble
- Ixora arnottiana Miq. ex Hook. f.
- Ixora asme Guillaumin
- Ixora assimilis (Sond.) Kuntze
- Ixora asteriscus Hallier f.
- Ixora athroantha Bremek.
- Ixora atrata Stapf
- Ixora attenuata (Hook. f.) Kuntze
- Ixora auricularis Chun & F.C. How ex W.C. Ko
- Ixora auriculata Elmer
- Ixora aurorea Ridl.
- Ixora backeri Bremek.
- Ixora bahiensis Benth.
- Ixora baileyana (F.M. Bailey) Bridson & L.G. Adams
- Ixora balakrishnii Deb & R.C. Rout
- Ixora balansae Pit.
- Ixora baldwinii Keay
- Ixora balinensis Bremek.
- Ixora bancana Bremek.
- Ixora bandhuca Roxb.
- Ixora banjoana K. Krause
- Ixora barbata Roxb. ex Sm.
- Ixora barberae Bremek.
- Ixora bartlingii Elmer
- Ixora batesii Wernham
- Ixora batuensis Bremek.
- Ixora bauchiensis Hutch. & Dalziel
- Ixora baviensis Drake
- Ixora beckleri Benth.
- Ixora beddomei T.Husain & S.R. Paul
- Ixora bemangidiensis Guédès
- Ixora benthamiana Müll. Arg.
- Ixora bernieriana Baill.
- Ixora betongensis Craib
- Ixora bibracteata Elmer
- Ixora bidentata (Hiern) Kuntze
- Ixora biflora Fosberg
- Ixora bipindensis Hutch. & Dalziel
- Ixora birmahica Bremek.
- Ixora blanda Ker Gawl.
- Ixora blumei (Blume) Zoll. & Moritzi
- Ixora boerlagei (Boerl.) Merr.
- Ixora borboniae Mouly & B. Bremer
- Ixora borbonica Cordem.
- Ixora borneensis (Miq.) Boerl.
- Ixora bougainvilliae Bremek.
- Ixora bowkeri (Harv.) Kuntze
- Ixora brachiata Roxb.
- Ixora brachyantha Merr.
- Ixora brachyanthera Bremek.
- Ixora brachycalyx (Hiern) Kuntze
- Ixora brachycotyla Bremek.
- Ixora brachypoda DC.
- Ixora brachypogon Bremek.
- Ixora brachysiphon Hiern
- Ixora brachyura Bremek.
- Ixora bracteata Cheeseman
- Ixora bracteolaris Müll. Arg.
- Ixora bracteolata Craib
- Ixora brandisiana Kurz
- Ixora brassii S. Moore
- Ixora brevicaudata Bremek.
- Ixora brevidens Craib
- Ixora breviflora Hiern
- Ixora brevifolia Benth.
- Ixora breviloba Bremek.
- Ixora brevipedunculata Fosberg
- Ixora brunnescens Kurz
- Ixora brunonis Wall. ex G. Don
- Ixora buchholzii Engl.
- Ixora bullata Turrill
- Ixora burbidgei Veitch
- Ixora burchelliana Müll. Arg.
- Ixora burundiensis Bridson
- Ixora butterwickii Hole
- Ixora buxifolia (Vahl) Spreng.
- Ixora buxina Baill.
- Ixora cabraliensis Di Maio & Peixoto
- Ixora caffra (L. f.) Poir.
- Ixora calcicola A.C. Sm.
- Ixora calliantha Bremek.
- Ixora callithyrsa Bremek.
- Ixora calycina Thwaites
- Ixora cambodiana Pit.
- Ixora campaniflora (Hook. f.) Kuntze
- Ixora canarica (Bedd.) Kuntze
- Ixora candida Ridl.
- Ixora candolleana (DC.) Kuntze
- Ixora canescens (DC.) Kuntze
- Ixora capillaris Bremek.
- Ixora capitulifera Merr.
- Ixora capituliflora Bremek.
- Ixora carewii Horne ex Baker
- Ixora carnea (G. Forst.) Benth. & Hook. f. ex Drake
- Ixora carniflora K. Krause
- Ixora carolinensis (Valeton) Hosok.
- Ixora casei Hance
- Ixora caudata Bremek.
- Ixora cauliflora Montrouz.
- Ixora celebica Ridl. ex Bremek.
- Ixora cephalophora Merr.
- Ixora ceramensis Bremek.
- Ixora chakraborteyi Murugan & Prabhu, S.
- Ixora chartacea Elmer
- Ixora chinensis Lam.
- Ixora cibdela Craib
- Ixora ciliolata (Korth.) Boerl.
- Ixora cincta Bremek.
- Ixora cinerea (A. Rich.) Drake
- Ixora clandestina De Block
- Ixora clarae Mouly & Pisivin
- Ixora clementium Bremek.
- Ixora clerodendron Ridl.
- Ixora coccinea L.
- Ixora coffeoides (Valeton) Valeton
- Ixora colebrookii Voigt
- Ixora colei Gentil
- Ixora coleopoda K. Schum. & Lauterb.
- Ixora collina (Montrouz.) Beauvis.
- Ixora collinsiae Craib
- Ixora compactiflora Kurz
- Ixora comptonii S. Moore
- Ixora concinna R. Br. ex Hook. f.
- Ixora conferta Valeton
- Ixora confertiflora Merr.
- Ixora confertior Bremek.
- Ixora congesta Roxb.
- Ixora congestiflora Delprete
- Ixora conspicua W. Bull
- Ixora cooperi (Harv. & Sond.) Kuntze
- Ixora coralloraphis Bremek.
- Ixora cordata Merr. & L.M. Perry
- Ixora cordifolia Valeton
- Ixora coriacea Ridl.
- Ixora coriifolia Bremek.
- Ixora coronata A.C. Sm.
- Ixora corymbosa Mirb.
- Ixora cowanii Bremek.
- Ixora crassifolia Merr.
- Ixora crassipes Boivin ex De Block
- Ixora crebrifolia (Hiern) Kuntze
- Ixora cremixora Drake
- Ixora crocata Lindl.
- Ixora cumingiana S. Vidal
- Ixora cuneata Hunter ex Ridl.
- Ixora cuneifolia Roxb.
- Ixora curtisii Ridl.
- Ixora cuspidata Ridl.
- Ixora daemonia Bremek.
- Ixora dallachiana (F. Muell. ex Benth.) F. Muell.
- Ixora davisii Sandwith
- Ixora debilis Drake
- Ixora decaryi De Block
- Ixora deciduiflora Bremek.
- Ixora decipiens DC.
- Ixora decora A.C. Sm.
- Ixora decus-silvae Bremek.
- Ixora degemensis Hutch. & Dalziel
- Ixora delicatula Keay
- Ixora deliensis Bremek.
- Ixora delpyana Pierre ex Pit.
- Ixora demonchyana Valeton
- Ixora densiflora Müll. Arg.
- Ixora densithyrsa De Block
- Ixora dimorphophylla Müll. Arg.
- Ixora divaricata Hutch. & Dalziel
- Ixora diversifolia R. Br. ex Kurz
- Ixora dixiana Gentil
- Ixora djambica Bremek.
- Ixora dolichophylla K. Schum.
- Ixora dolichosepala (Hiern) Kuntze
- Ixora dolichothyrsa Bremek.
- Ixora dongnaiensis Pierre ex Pit.
- Ixora doreensis (Scheff.) Valeton
- Ixora dorgelonis Bremek.
- Ixora drakei Hochr.
- Ixora dubia Schult.
- Ixora duckei Standl.
- Ixora duffii T. Moore
- Ixora duidae Standl.
- Ixora dzumacensis Guillaumin
- Ixora ebarbata Craib
- Ixora ebracteolata Merr.
- Ixora edentula (Sond.) Kuntze
- Ixora eekhautii Gentil
- Ixora effusa Chun & K.C. How ex W.C. Ko
- Ixora elegans Gillespie
- Ixora elisae Mouly & Pisivin
- Ixora elliotii Drake ex De Block
- Ixora elliptica R. Br. ex Ridl.
- Ixora elongata F. Heyne & G. Don
- Ixora eludens Bremek.
- Ixora emirnensis Baker
- Ixora emygdioi Di Maio & Peixoto
- Ixora endertii Bremek.
- Ixora engganensis Bremek.
- Ixora ensifolia Merr. & L.M. Perry
- Ixora eriantha A. Gray
- Ixora erubescens Wall. ex G. Don
- Ixora erythrocarpa K. Schum. & Lauterb.
- Ixora erythrostylis Wall. ex Voigt
- Ixora escalerae Standl.
- Ixora eugenioides Pierre ex Pit.
- Ixora euosmia K. Schum.
- Ixora expandens (F. Muell.) F. Muell.
- Ixora fallax Bremek.
- Ixora farinosa Bremek.
- Ixora faroensis Standl.
- Ixora fasciculata Sw.
- Ixora fastigiata (R.D. Good) Bremek.
- Ixora ferrea (Jacq.) Benth.
- Ixora filiflora Bremek.
- Ixora filipendula Bremek.
- Ixora filipes Valeton
- Ixora filmeri Elmer
- Ixora finlaysoniana Wall. ex G. Don
- Ixora flagrans Bremek.
- Ixora flammea Salisb.
- Ixora flavescens Pierre ex Pit.
- Ixora floribunda (A. Rich.) Griseb.
- Ixora florida S. Moore
- Ixora fluminalis Ridl.
- Ixora foetida (L. f.) Fosberg
- Ixora foliicalyx Guédès
- Ixora foliosa Hiern
- Ixora foonchewii W.C. Ko
- Ixora forbesii Bremek.
- Ixora fragrans (Hook. & Arn.) A. Gray
- Ixora francavillana Müll. Arg.
- Ixora francii Schltr. & K. Krause
- Ixora fraseri Gentil
- Ixora fucosa Bremek.
- Ixora fugiens Bremek.
- Ixora fulgens Roxb.
- Ixora fulgida Ridl.
- Ixora fulviflora Bremek.
- Ixora funckii Wernham
- Ixora fusca Geddes
- Ixora fuscescens Valeton ex Merr.
- Ixora fuscovenosa De Block
- Ixora gaillardii Standl.
- Ixora gamblei (Gamble) V.S. Ramach. & V.J. Nair
- Ixora gardeniifolia (Hochst. ex A. Rich.) Kuntze
- Ixora gardneriana Benth.
- Ixora gautieri De Block
- Ixora genipifolia (Schumach.) Kuntze
- Ixora gerrardii (Harv.) Kuntze
- Ixora gibbsiae Bremek.
- Ixora gigantea Rech.
- Ixora gigantifolia Elmer
- Ixora glandulosa Blanco
- Ixora glaucescens (Hiern) Kuntze
- Ixora glaucina (Teijsm. & Binn.) Kurz
- Ixora glaziovii Müll. Arg.
- Ixora gleasonii Standl.
- Ixora gleniei (Hook. f.) Kuntze
- Ixora glomeruliflora Bremek.
- Ixora goalparensis Bremek.
- Ixora graciliflora Benth.
- Ixora gracilipes (Hiern) Kuntze
- Ixora gracilis (A. Rich. ex DC.) Kuntze
- Ixora grandiflora Ker Gawl.
- Ixora grandifolia (Blume) Zoll. & Moritzi
- Ixora grandis Miq. ex Hook. f.
- Ixora granulata Bremek.
- Ixora grazielae Di Maio & Peixoto
- Ixora greenwoodiana A.C. Sm.
- Ixora grevei Drake
- Ixora griffithii Hook.
- Ixora guianensis (Aubl.) Spreng.
- Ixora guillotii Hochr.
- Ixora guineensis Benth.
- Ixora guluensis Valeton ex Merr.
- Ixora gyropogon Bremek.
- Ixora hainanensis Merr.
- Ixora hajupensis Valeton
- Ixora hallieri Bremek.
- Ixora hartiana De Block
- Ixora harveyi (A. Gray) A.C. Sm.
- Ixora havilandii Ridl.
- Ixora hayatae (Hayata) Kaneh.
- Ixora hayatakai Kaneh.
- Ixora hekouensis
- Ixora helferi Kurz
- Ixora helwigii Bremek.
- Ixora henryi H. Lév.
- Ixora heterodoxa Müll. Arg.
- Ixora heterophylla Müll. Arg.
- Ixora hiernii Scott-Elliot
- Ixora hildebrandtii Drake
- Ixora himantophylla Bremek.
- Ixora hippoperifera Bremek.
- Ixora hispida (Hiern) Kuntze
- Ixora hispidula (Wight & Arn.) Kuntze
- Ixora homolleae Govaerts ex De Block
- Ixora hookeri (Oudem.) Bremek.
- Ixora hookeriana (Hiern) Kuntze
- Ixora humblotii Drake
- Ixora humilis (Hook. f.) Kuntze
- Ixora hymenophylla Bremek.
- Ixora hypsophila (Miq.) Kuntze
- Ixora ihuensis S. Moore
- Ixora ilocana Merr.
- Ixora imitans Bremek.
- Ixora inaequifolia C.B. Rob.
- Ixora incana (Klotzsch) Kuntze
- Ixora incarnata Roxb. ex Sm.
- Ixora indica (L.) Baill.
- Ixora inexpecta Bremek.
- Ixora inodora Rech.
- Ixora insignis Chun & F.C. How ex W.C. Ko
- Ixora insularum Bremek.
- Ixora intensa K. Krause
- Ixora intermedia Elmer
- Ixora intropilosa Steyerm.
- Ixora inundata Hiern
- Ixora involucrata (Thwaites) Kuntze
- Ixora irosinensis Elmer
- Ixora irwinii Delprete
- Ixora iteaphylla Bremek.
- Ixora iteoidea Bremek.
- Ixora ixoroides (Guillaumin) Mouly & B. Bremer
- Ixora jacobsonii Bremek.
- Ixora jaherii Bremek.
- Ixora javanica (Blume) DC.
- Ixora johnsonii Hook. f.
- Ixora joskei Horne ex Baker
- Ixora jourdanii Mouly & J.Florence
- Ixora jucunda Thwaites
- Ixora junghuhnii Bremek.
- Ixora kachinensis Deb & R.C. Rout
- Ixora kaniensis Valeton
- Ixora karimatica Bremek.
- Ixora katchalensis T.Husain & S.R. Paul
- Ixora kavalliana K. Schum.
- Ixora keenanii Deb & R.C. Rout
- Ixora keithii Ridl.
- Ixora kerrii Craib
- Ixora kerstingii K. Schum. & Lauterb.
- Ixora keyensis Warb.
- Ixora killipii Standl.
- Ixora kinabaluensis Stapf
- Ixora kingdon-wardii Bremek.
- Ixora kingiana (King & Gamble) Craib
- Ixora kingstoni Hook. f.
- Ixora kjellbergii Bremek.
- Ixora klanderiana F. Muell.
- Ixora knappiae C.M. Taylor
- Ixora kochii Bremek.
- Ixora koordersii (Ridl.) Bremek.
- Ixora korthalsiana (Korth.) Kurz
- Ixora korthalsii (Korth.) Kuntze
- Ixora kratensis Craib
- Ixora krewanhensis Pierre ex Pit.
- Ixora kroneana (Miq.) Bremek.
- Ixora kuakuensis S. Moore
- Ixora kurziana (Teijsm. & Binn.) Kurz
- Ixora kurzii (Hook. f.) Kuntze
- Ixora labuanensis Bremek.
- Ixora lacei Bremek.
- Ixora lacuum Bremek.
- Ixora lagenifructa De Block
- Ixora lakshnakarae Craib
- Ixora lanceolaria Colebr.
- Ixora lanceolata Lam.
- Ixora lancifolia Ridl.
- Ixora lancisepala Ridl.
- Ixora laotica Pit.
- Ixora latituba K. Krause
- Ixora laurentii De Wild.
- Ixora lawsonii Gamble
- Ixora laxiflora Sm.
- Ixora laxissima (K. Schum.) Hutch. & Dalziel
- Ixora lebangharae Bremek.
- Ixora lecardii Guillaumin
- Ixora ledermannii K. Krause
- Ixora leptopus Valeton
- Ixora letestui Pellegr.
- Ixora leucantha B. Heyne ex G. Don
- Ixora leucocarpa Elmer
- Ixora leucoxylon (Miq.) Boerl.
- Ixora leytensis Elmer
- Ixora liberiensis De Block
- Ixora linderi Hutch. & Dalziel
- Ixora linearifolia Drake
- Ixora linggensis Bremek.
- Ixora littoralis Merr.
- Ixora littorea (Miq.) Kuntze
- Ixora lobbii Loudon
- Ixora loerzingii Bremek.
- Ixora longibracteata Bremek.
- Ixora longiflora (Vahl) Poir.
- Ixora longifolia Sm.
- Ixora longiloba Guillaumin
- Ixora longipedicellata De Block
- Ixora longipedunculata De Wild.
- Ixora longipes (DC.) Zoll. & Moritzi
- Ixora longissima Merr.
- Ixora longistipula Merr.
- Ixora longituba (Miq.) Boerl.
- Ixora longshanensis
- Ixora loureiri G. Don
- Ixora lucens (Hook. f.) Kuntze
- Ixora lucida R. Br. ex Hook. f.
- Ixora lunutica C.E.C. Fisch.
- Ixora lutea Hutch.
- Ixora luzoniensis Merr.
- Ixora macgregorii C.B. Rob.
- Ixora macilenta De Block
- Ixora macrantha (Steud.) Bremek.
- Ixora macrocoma (Miq.) Kuntze
- Ixora macrocotyla Bremek.
- Ixora macrophylla Bartl. ex DC.
- Ixora macroptera (Miq.) Boerl.
- Ixora macrosepala (Hiern) Kuntze
- Ixora macrosiphon Kurz
- Ixora macrothyrsa (Teijsm. & Binn.) N.E. Br.
- Ixora magnifica Elmer
- Ixora makassarica Bremek.
- Ixora malabarica (Dennst.) Mabb.
- Ixora malacophylla Drake
- Ixora malaica Hunter ex Ridl.
- Ixora malayana Bremek.
- Ixora manantoddii T. Husain & S.R. Paul
- Ixora mandalayensis Bremek.
- Ixora mangabensis Aug. DC.
- Ixora mangoliensis Bremek.
- Ixora manila Blanco
- Ixora mannii (Hiern) Kuntze
- Ixora margaretiae (N. Hallé) Mouly & B. Bremer
- Ixora marquesensis F. Br.
- Ixora marsdenii Ridl.
- Ixora martinsii Standl.
- Ixora masoalensis De Block
- Ixora matangensis Ridl.
- Ixora mauritiana Bojer
- Ixora maxima Seem.
- Ixora maymyensis Bremek.
- Ixora mazarunensis Standl.
- Ixora mearnsii Merr.
- Ixora meeboldii Craib
- Ixora megalophylla Chamch.
- Ixora megalothyrsa Bremek.
- Ixora mekongensis Pit.
- Ixora membranacea Müll. Arg.
- Ixora membranifolia Valeton ex Merr.
- Ixora memecylifolia Kurz
- Ixora mentangis Bremek.
- Ixora mercaraica T.Husain & S.R. Paul
- Ixora merguensis Hook. f.
- Ixora meyeri Elmer
- Ixora micheliana J.-G. Adam
- Ixora microphylla Drake
- Ixora mildbraedii K. Krause
- Ixora miliensis Bremek.
- Ixora minahassae Bremek.
- Ixora mindanaensis Merr.
- Ixora minor (Valeton) Mouly & B. Bremer
- Ixora minutiflora Hiern
- Ixora miquelii (Miq.) Bremek.
- Ixora mirabilis Bremek.
- Ixora mjoebergii Merr.
- Ixora mocquerysii Aug. DC.
- Ixora modesta Hiern
- Ixora mollirama Bremek.
- Ixora mollis (Afzel. ex Hiern) Kuntze
- Ixora mollissima (Walp.) Drake
- Ixora moluccana Bremek.
- Ixora montana Lour.
- Ixora monticola (Hiern) Kuntze
- Ixora mooreensis (Nadeaud) Fosberg
- Ixora morsei Gentil
- Ixora moszkowskii Bremek.
- Ixora motleyi Bremek.
- Ixora mucronata Warb.
- Ixora muelleri Bremek.
- Ixora multibracteata H. Pearson ex King & Gamble
- Ixora multiflora Sw.
- Ixora myitkyinensis Bremek.
- Ixora myriantha Merr.
- Ixora myrsinoides A.C. Sm.
- Ixora myrtifolia A.C. Sm.
- Ixora namatanaica Bremek.
- Ixora nana Robbr. & Lejoly
- Ixora nandarivatensis Gillespie
- Ixora narcissodora K. Schum.
- Ixora natalensis (Sond.) Kuntze
- Ixora natunensis Bremek.
- Ixora naucleiflora (G. Don) Kurz
- Ixora nematopoda K. Schum.
- Ixora neocaledonica Hochr.
- Ixora neriifolia Jack
- Ixora neurocarpa (Benth.) Kuntze
- Ixora nicaraguensis Wernham
- Ixora nicobarica Bremek.
- Ixora nienkui Merr. & Chun
- Ixora nigerica Keay
- Ixora nigrescens Drake
- Ixora nigricans R. Br.
- Ixora nilagirica (Bedd.) Kuntze
- Ixora nimbana Schnell
- Ixora nitens (Poir.) Mouly & B. Bremer
- Ixora nitida Schum. & Thonn.
- Ixora nitidula Bremek.
- Ixora nonantha Bremek.
- Ixora notoniana Wall.
- Ixora novemnervia Lour.
- Ixora novoguineensis Mouly & B. Bremer
- Ixora nunypapata Roxb. ex Wight & Arn.
- Ixora obanensis Wernham
- Ixora oblonga R. Br. ex Hook. f.
- Ixora oblongifolia Elmer
- Ixora obovata B. Heyne ex Roth
- Ixora obscura Müll. Arg.
- Ixora obtusata Miq. ex Hook. f.
- Ixora obtusiloba Bremek.
- Ixora occidentalis L.
- Ixora odorata (G. Forst.) Spreng.
- Ixora odoratiflora Valeton
- Ixora odoratissima Klotzsch
- Ixora oligantha Schltr. & K. Krause
- Ixora oliveriana (Hiern) Kuntze
- Ixora ooumuensis J.Florence
- Ixora opaca R. Br. ex G. Don
- Ixora opulina (G. Forst.) Kuntze
- Ixora oreogena S.T. Reynolds & P.I. Forst.
- Ixora oresitropha Bremek.
- Ixora orohenensis Nadeaud
- Ixora orophila Bremek.
- Ixora orovilleae Bremek.
- Ixora otophora Bremek.
- Ixora ovalifolia Bremek.
- Ixora ovata (Decne.) Boerl.
- Ixora owariensis (P. Beauv.) Poir.
- Ixora oxyphylla Wall. ex G. Don
- Ixora pachyphylla Baker
- Ixora palawaensis Merr.
- Ixora palembangensis Bremek.
- Ixora pallens De Block
- Ixora pallida Reinw. ex Miq.
- Ixora paludosa (Blume) Kurz
- Ixora paniculata Lam.
- Ixora pantjarensis Hochr.
- Ixora panurensis Müll. Arg.
- Ixora paradoxalis Bremek.
- Ixora paraopaca W.C. Ko
- Ixora parasitica (Lour.) Poir.
- Ixora parkeri Bremek.
- Ixora parkinsoniana Craib
- Ixora parviflora Lam.
- Ixora parvifolia B. Boivin
- Ixora patens Ridl.
- Ixora patula Bremek.
- Ixora pauciflora DC.
- Ixora pauper Valeton
- Ixora pavetta Andrews
- Ixora pavettifolia (Kurz) Craib
- Ixora peculiaris De Block
- Ixora pedalis De Block
- Ixora pedionoma A.C. Sm.
- Ixora pedunculata Dalzell
- Ixora pelagica Seem.
- Ixora pendula Jack
- Ixora pentamera Benth.
- Ixora pentandra H. West ex DC.
- Ixora peruviana (Spruce ex K. Schum.) Standl.
- Ixora phellopus K. Schum.
- Ixora philippinensis Merr.
- Ixora phuluangensis Chamch.
- Ixora pierrei (Pierre ex Pit.) Merr.
- Ixora pilosa Merr.
- Ixora pilosostyla Di Maio & Peixoto
- Ixora piresii Steyerm.
- Ixora planifolia (Miq.) Bremek.
- Ixora platyphylla Merr.
- Ixora platythyrsa Baker
- Ixora plumea Ridl.
- Ixora podocarpa Benth.
- Ixora polita (Miq.) Boerl.
- Ixora polyantha Wight
- Ixora polycephala Bremek.
- Ixora potaroensis Steyerm.
- Ixora praestans Bremek.
- Ixora praetermissa De Block
- Ixora prolixa A.C. Sm.
- Ixora propinqua R. Br. ex G. Don
- Ixora pruinosa Baill.
- Ixora pseudoacuminata Deb & R.C. Rout
- Ixora pseudoamboinica (Korth.) Kuntze
- Ixora pseudojavanica Bremek.
- Ixora puberula (Hiern) Kuntze
- Ixora pubescens Willd. ex Schult. & Schult. f.
- Ixora pubiflora DC.
- Ixora pubifolia A.C. Sm.
- Ixora pubigera Pit.
- Ixora pubirama Bremek.
- Ixora pudica Baker
- Ixora pulcherrima Sessé & Moc.
- Ixora pumila Ridl.
- Ixora purpurea Fisch. ex Loud.
- Ixora pygmaea Merr. & F.P. Metcalf
- Ixora pyrantha Bremek.
- Ixora pyrrhostaura Bremek.
- Ixora quadrilocularis De Block
- Ixora queenslandica (R. Br. ex Benth.) Fosberg
- Ixora quinquefida R. Br. ex Fawc.
- Ixora radiata Hiern
- Ixora raiateensis J.W. Moore
- Ixora raivavaensis Fosberg
- Ixora rakotonasoloi De Block
- Ixora rangonensis Bremek.
- Ixora rauwolfioides Standl.
- Ixora ravikumarii Kattaim.
- Ixora recurva (Roxb.) Kurz
- Ixora reducta Drake ex Guédès
- Ixora regalis De Block
- Ixora reinwardtii (Reinw. ex Blume) Kuntze
- Ixora renulosa Benth.
- Ixora reticulata (Blume) Boerl.
- Ixora reynaldoi Banag
- Ixora rhodesiaca Bremek.
- Ixora rhododactyla Bremek.
- Ixora richardiana Müll. Arg.
- Ixora ridleyi (Ridl.) Merr.
- Ixora ridsdalei Mouly & B. Bremer
- Ixora riedeliana Müll. Arg.
- Ixora rigida (Hiern) Kuntze
- Ixora riparia Hiern
- Ixora riparum K. Krause
- Ixora ripicola De Block
- Ixora rivalis Valeton
- Ixora robinsonii Ridl.
- Ixora roemeri Bremek.
- Ixora romburghii Bremek.
- Ixora rosea K. Schum.
- Ixora roseituba Bremek.
- Ixora rosella Kurz
- Ixora rotundifolia Drake
- Ixora roxburghii (L.) Kuntze
- Ixora rubrinervis Bremek.
- Ixora rufa Müll. Arg.
- Ixora rugosirama Bremek.
- Ixora rugulosa Wall. ex Kurz
- Ixora ruttenii Bremek.
- Ixora sabangensis Bremek.
- Ixora salicifolia (Blume) DC.
- Ixora salicina Ridl.
- Ixora salmonea W. Bull
- Ixora salwenensis Bremek.
- Ixora samarensis Merr.
- Ixora sambiranensis Homolle ex Guédès
- Ixora sambucina (G. Forst.) Kuntze
- Ixora samoensis A. Gray
- Ixora sandankwa Hassk.
- Ixora sandwithiana Steyerm.
- Ixora saulierei Gamble
- Ixora scandens Bremek.
- Ixora scheffleri K. Schum. & K. Krause
- Ixora schlechteri (Schltr.) Bremek.
- Ixora schomburgkiana Benth.
- Ixora schottiana Müll. Arg.
- Ixora scortechinii King & Gamble
- Ixora seretii De Wild.
- Ixora sericea Baker
- Ixora sessiliflora Kurz
- Ixora sessilifolia (Kunth) Spreng.
- Ixora sessililimba Merr.
- Ixora setchellii Fosberg
- Ixora siamensis Wall. ex G. Don
- Ixora siantanensis Bremek.
- Ixora simalurensis Bremek.
- Ixora singalang Kuntze
- Ixora singaporensis hort.
- Ixora siphonantha Oliv.
- Ixora sivarajiana Pradeep
- Ixora smeruensis Bremek.
- Ixora solomonensis (Ridsdale) Mouly & B. Bremer
- Ixora solomonensium Bremek.
- Ixora somosomaensis Gillespie
- Ixora soyauxii Hiern
- Ixora sparsiflora Elmer
- Ixora sparsifolia K. Krause
- Ixora spathoidea F. Br.
- Ixora speciosa Willd.
- Ixora spectabilis Wall. & G. Don
- Ixora spinosa (Jacq.) Lam.
- Ixora spiranthera Drake
- Ixora spirei Pit.
- Ixora splendida André
- Ixora spruceana Müll. Arg.
- Ixora st.-johnii Fosberg
- Ixora steenisii Bremek.
- Ixora stellulata (Hook. f.) Kuntze
- Ixora stenanthera K. Krause
- Ixora stenophylla (Korth.) Kuntze
- Ixora stenothyrsa Bremek.
- Ixora stenura Bremek.
- Ixora stipulata (Vell.) Müll. Arg.
- Ixora stokesii F. Br.
- Ixora stolzii K. Krause
- Ixora storckii Seem.
- Ixora straminea Craib
- Ixora stricta Roxb.
- Ixora subauriculata (Valeton) Bremek.
- Ixora subcana (Hiern) Kuntze
- Ixora subcuneata (Miq.) Kuntze
- Ixora subsessilis Wall. ex G. Don
- Ixora subvelutina (Miq.) Kuntze
- Ixora sulaensis Bremek.
- Ixora sumatrana (Korth.) Kuntze
- Ixora sumatrensis (Roth) Zoll. & Moritzi
- Ixora sumbawensis Bremek.
- Ixora surinamensis Bremek.
- Ixora sylvatica (Blume) Kuntze
- Ixora symphorantha Bremek.
- Ixora synactica De Block
- Ixora syringiflora (Schltdl.) Müll. Arg.
- Ixora tahuataensis Mouly & J.Florence
- Ixora talaudensis Bremek.
- Ixora talbotii Wernham
- Ixora tanzaniensis Bridson
- Ixora tavoyana Bremek.
- Ixora temehaniensis J.W. Moore
- Ixora temptans Bremek.
- Ixora tenelliflora Merr.
- Ixora tengerensis Bremek.
- Ixora tenuiflora (DC.) Lemée
- Ixora tenuifolia Bremek.
- Ixora tenuipedunculata Merr.
- Ixora tenuis De Block
- Ixora ternifolia Cav.
- Ixora teysmanniana (Miq.) Boerl.
- Ixora teysmannii (Hassk.) Bremek.
- Ixora thomeana (K. Schum.) G. Taylor
- Ixora thomsonii Hiern
- Ixora thouarsiana Drake
- Ixora thozetiana F. Muell.
- Ixora thwaitesii Hook. f.
- Ixora thyrsifolia Poir.
- Ixora thyrsoidea Müll. Arg.
- Ixora tibetana Bremek.
- Ixora tidorensis (Miq.) Bremek.
- Ixora tigriomustax Bremek.
- Ixora timorensis Decne.
- Ixora tinifolia Benth.
- Ixora tomentosa (Roxb. ex Sm.) Roxb.
- Ixora treubii Bremek.
- Ixora triantha Volkens
- Ixora trichandra Bremek.
- Ixora trichobotrys Merr.
- Ixora trichocalyx Hochr.
- Ixora triflora (G. Forst.) Seem.
- Ixora trilocularis (Balf. f.) Mouly & Bremer
- Ixora trimera Guédès
- Ixora truncata Müll. Arg.
- Ixora tsangii Merr. ex H.L. Li
- Ixora tubiflora A.C. Sm.
- Ixora tunicata Bremek.
- Ixora uahukaensis Lorence & W.L. Wagner
- Ixora uapouensis Lorence & W.L. Wagner
- Ixora ulei K. Krause
- Ixora ulugurensis Bremek.
- Ixora umbellata Valeton ex Koord. & Valeton
- Ixora umbricola Bremek.
- Ixora undulata Roxb.
- Ixora uniflora Sessé & Moc.
- Ixora upolensis Rech.
- Ixora urophylla Bremek.
- Ixora valetoniana Mouly & B. Bremer
- Ixora valetonii K. Schum. ex Koord.
- Ixora vaughanii (Verdc.) Mouly & B. Bremer
- Ixora venosa Valeton
- Ixora venulosa Benth.
- Ixora venusta Bremek.
- Ixora vermoesenii Wernham
- Ixora versicolor Hassk.
- Ixora versteegii Bremek.
- Ixora verticillata Müll. Arg.
- Ixora vieillardii Guillaumin
- Ixora villosa (Vahl) Poir.
- Ixora violacea Lour.
- Ixora viridiflora K. Schum.
- Ixora viridifora K. Schum.
- Ixora vitiensis A. Gray
- Ixora volkensii Hosok.
- Ixora wallichii Wight & Arn.
- Ixora warmingii Müll. Arg.
- Ixora weberifolia Kurz
- Ixora whitei S. Moore
- Ixora wightii (Hook. f.) Kuntze
- Ixora williamsii Sandwith
- Ixora winkleri Bremek.
- Ixora woodii Bremek.
- Ixora xantholoba Standl.
- Ixora yaouhensis Schltr.
- Ixora yavitensis Steyerm.
- Ixora ysabellae Bremek.
- Ixora yunckeri A.C. Sm.
- Ixora yunnanensis Hutch.
- Ixora zeyheri (Sond.) Kuntze
- Ixora zippeliana (Miq.) Boerl.
- Ixora zollingeriana Bremek.
- Ixora × pilgrimii auct.
- Ixora × westii Huds.